# کشتی مین‌روب کلاس ادرویت
ماین‌سوییپر کلاس ادرویت (به انگلیسی: Adroit-class minesweeper) یک کلاس از کشتی است که طول آن ۱۷۳ فوت ۸ اینچ (۵۲٫۹۳ متر) می‌باشد.